# Wang Fuli
Wang Fuli (Chino: 王 馥 荔, 12 de noviembre de 1949 ) es una actriz china.

## Biografía
Wang nació en Xuzhou, provincia de Jiangsu y su ciudad natal y ancestral es Tianjin. Se graduó de la universidad de Jiangsu en 1967, especializándose después en el coservatorio de ópera de Pekín. Wang  más adelante inició su carrera como actriz en la "Compañía de Ópera de Pekín". En 1980, se convirtió en una famosa o reconocida actriz de la "Compañía de Jiangsu Jugar".

## Carrera
En 1975, participó como actriz en varias películas chinas, que fue contratada por las producciones cinematográficas como Changchun Film Studio y Shanghai Film Studio. Wang en 1980 debutó en una película titulada "Tianyun". En 1984, actuó como "Juhua" en la película "Za Men De Niu Bai Sui" y ganó el premio "7th Hundred Flowers Awards", como mejor actriz. En 1985, su actuación en "Sunrise" como "Cuixi" obtuvo los premios "9th Hundred Flowers Awards" y "6th Golden Rooster Awards", también como mejor actriz en este último en 1986. También participó en un par de series de televisión, incluyendo "Paisaje de Pavilion". En 1994, ella participó en la película de Huang Jianxin titulada, "The Wooden Man's Bride".
Wang fue consejera de la Asociación de Cine en China  y  vicepresidenta del Comité, Libertad Sindical Jiangsu.

## Filmografíaa
- Golden Path I (1975)
- Golden Path II (1976)
- Horizon of Blue Sea (1979)
- Legend of Tianyun Mountain (1980)
- Xu Mao and His Daughters (1981)
- Romance of Blacksmith Zhang (1982)
- Our Niu Baisui (1983)
- Qiu Jin: A Revolutionary (1984)
- Sunrise (1985)
- The Men's World (1987)
- God of the Mountains (1992)
- The Wooden Man's Bride (1994)